# Уряд Юлії Свириденко
Уряд Юлії Свириденко — 22-й Кабінет Міністрів України, що був сформований 17 липня 2025 року після відставки Уряду Дениса Шмигаля.

## Передумови формування уряду
16 липня 2025 року Верховна Рада України підтримала відставку прем'єр-міністра Дениса Шмигаля та всього складу уряду.
14 липня 2025 року Президент України Володимир Зеленський запропонував кандидатуру Юлії Свириденко на посаду прем'єр-міністра. На цей час вона обіймала посаду першого віцепрем'єрміністра — міністра економіки України (з 4 листопада 2021 року). Основними причинами кадрових змін були названі потреба в збільшені виробництва зброї в Україні, повне забезпечення контрактування дронів для Сил оборони, проведення дерегуляції та вивільнення економічного потенціалу країни, забезпечення виконання програм соціальної підтримки.
Призначення Свириденко прем'єр-міністром відбулося 17 липня 2025 року, після чого було сформовано відповідний склад уряду. Свириденко стала другою після Юлії Тимошенко жінкою протягом незалежної України, що посіла посаду прем'єр-міністра.

### Призначення Свириденко прем'єр-міністром
| Депутатська група (фракція) | За  | Проти | Утрималося | Не голосувало | Усього депутатів |
| --------------------------- | --- | ----- | ---------- | ------------- | ---------------- |
| ▌Слуга народу               | 201 | 0     | 1          | 9             | 211              |
| ▌Європейська Солідарність   | 0   | 21    | 0          | 1             | 22               |
| ▌Батьківщина                | 0   | 0     | 11         | 2             | 13               |
| ▌Платформа за життя та мир  | 15  | 0     | 0          | 0             | 15               |
| ▌Голос                      | 1   | 1     | 10         | 3             | 15               |
| ▌Відновлення України        | 10  | 0     | 0          | 0             | 10               |
| ▌За майбутнє                | 12  | 0     | 1          | 1             | 14               |
| ▌Довіра                     | 15  | 0     | 0          | 1             | 16               |

Після відставки Шмигаля Президент подав Юлію Свириденко як кандидата на посаду Прем'єр-міністра. 17 липня 2025 року Верховна рада України підтримала цю пропозицію. На момент призначення Свириденко була виконувачем обов'язків першого віцепрем'єрміністра — міністра економіки. Того ж дня Верховна рада обрала й склад уряду.Уряд було сформовано в неформальній коаліції Слуги Народу та уламків забороненої ОПЗЖ – групи ПЗЖМ і Відновлення України,а також за підтримки депутатських олігархічних груп «За Майбутнє» та «Довіра»,голосування показали що монобільшості більше не існує.

## Події
На відміну від попереднього уряду, в уряді Свириденко було заплановано об'єднання міністерств економіки, аграрної політики та захисту довкілля в нове Міністерство економіки, довкілля та сільського господарства.
Міністерства соціальної політики та національної єдності в Міністерство соціальної політики, сім'ї та єдності України.
Міністерство з питань стратегічних галузей промисловості об'єднано з міністерством оборони.
Дев'ятеро міністрів залишились на тих же посадах, що й в уряді Шмигаля: міністр цифрової трансформації Михайло Федоров, міністр розвитку громад та територій Олексій Кулеба, міністр внутрішніх справ Ігор Клименко, міністр охорони здоров'я Віктор Ляшко, міністр освіти та науки Оксен Лісовий, міністр у справах ветеранів Наталія Калмикова, міністр закордонних справ Андрій Сибіга, міністр молоді та спорту Матвій Бідний та міністр фінансів Сергій Марченко. Двоє міністрів помінялися посадами: Герман Галущенко залишив міністерство енергетики і став міністром юстиції. Міністр захисту довкілля та природних ресурсів попереднього уряду Світлана Гринчук стала міністром енергетики.
Попередній очільник уряду Денис Шмигаль став міністром оборони.

## Склад
| Посада                                                                   | Фото | Міністр                                 | Час на посаді            |
| ------------------------------------------------------------------------ | ---- | --------------------------------------- | ------------------------ |
| Прем'єр-міністр                                                          |      | Свириденко Юлія Анатоліївна             | з 17 липня 2025          |
| Віцепрем'єр-міністри                                                     |      |                                         |                          |
| Перший віцепрем'єр-міністр (Міністр цифрової трансформації)              |      | Федоров Михайло Альбертович             | з 17 липня 2025          |
| Віцепрем'єр-міністр з питань європейської і євроатлантичної інтеграції   |      | Качка Тарас Андрійович                  | з 17 липня 2025          |
| Віцепрем'єр-міністр з відновлення (Міністр розвитку громад та територій) |      | Кулеба Олексій Володимирович            | з 17 липня 2025          |
| Міністри                                                                 |      |                                         |                          |
| Міністр внутрішніх справ                                                 |      | Клименко Ігор Володимирович             | з 17 липня 2025          |
| Міністр економіки, довкілля та сільського господарства                   |      | Соболев Олексій Дмитрович               | з 17 липня 2025          |
| Міністр енергетики                                                       |      | Гринчук Світлана Василівна              | з 17 липня 2025          |
| Міністр закордонних справ                                                |      | Сибіга Андрій Іванович                  | з 17 липня 2025          |
| Міністр культури                                                         |      | Григоренко Галина Володимирівна (в. о.) | 17 липня — 28 липня 2025 |
| Міністр культури                                                         |      | Бережна Тетяна Василівна (в. о.)        | з 28 липня 2025          |
| Міністр молоді і спорту                                                  |      | Бідний Матвій Вікторович                | з 17 липня 2025          |
| Міністр оборони                                                          |      | Шмигаль Денис Анатолійович              | з 17 липня 2025          |
| Міністр освіти і науки                                                   |      | Лісовий Оксен Васильович                | з 17 липня 2025          |
| Міністр охорони здоров'я                                                 |      | Ляшко Віктор Кирилович                  | з 17 липня 2025          |
| Міністр розвитку громад та територій (Віцепрем'єр-міністр з відновлення) |      | Кулеба Олексій Володимирович            | з 17 липня 2025          |
| Міністр соціальної політики, сім'ї та єдності України                    |      | Улютін Денис Валерійович                | з 17 липня 2025          |
| Міністр у справах ветеранів                                              |      | Калмикова Наталія Фернандівна           | з 17 липня 2025          |
| Міністр фінансів                                                         |      | Марченко Сергій Михайлович              | з 17 липня 2025          |
| Міністр цифрової трансформації (Перший віцепрем'єр-міністр)              |      | Федоров Михайло Альбертович             | з 17 липня 2025          |
| Міністр юстиції                                                          |      | Галущенко Герман Валерійович            | з 17 липня 2025          |

## Конституційні та процедурні аспекти
З одного боку, є частина 1 статті 10 Закону України «Про правовий режим воєнного стану», яка забороняє припиняти повноваження Кабміну у період дії воєнного стану. З іншого — є норма закону про Кабмін, де в ст. 17 йдеться, що уряд «продовжує виконувати повноваження до початку роботи новосформованого Кабінету міністрів».